# マーシャル語
マーシャル語（マーシャル語: Kajin M̧ajeļ（新正書法）または Kajin Majõl（旧正書法））は、オーストロネシア語族のマレー・ポリネシア語派に属する言語である。主な話者はマーシャル諸島の人々である。国内の約44,000人が話し、国外にはナウルやアメリカ合衆国に約6,600人の話者が存在する。2つの方言があり、西側はラリック方言、東側はラタック方言である。

## 分類
マーシャル語はオーストロネシア語族マレー・ポリネシア語派大洋州諸語のミクロネシア諸語に属する言語である。言語学的には他のミクロネシア諸語であるチューク語、キリバス語、コスラエ語、ナウル語、ポンペイ語に近い。特にマーシャル語とポンペイ語は33%の語彙が類似している。
他のミクロネシア語族と同様、ミクロネシアの中でマーシャル語は同じ大洋州諸語に属するヤップ州のヤップ語、ポリネシア諸語に属するポンペイ州のカピンガマランギ語やヌクオロ語との関連性は低い。また、パラオのパラオ語やマリアナ諸島のチャモロ語との関連性も低い。マックス・プランク進化人類学研究所および語彙統計学研究も概ねこれを支持している。

## 方言
マーシャル諸島には34の環礁があり、西のラリック列島と東のラタック列島の2つの列島に分かれている。この2つの列島ではそれぞれラリック方言とラタック方言が話されており、主に語彙の面で異なるが相互理解が可能である。ラリック列島のウジェラング環礁は「異質なところがある」と報告されているが、1980年以降は無人島となっている。
ラタック方言とラリック方言では、二重子音で始まる語幹の扱い方が音声学的に異なる。ラタック方言では子音を区切るために母音を挿入するのに対し、ラリック方言では子音の前に母音を挿入する（あるいは母音の前で介入子音/j/を発音するがこれは綴りには現れない）。例えば、語幹 kkure「遊ぶ」は、ラリック方言では ikkure、ラタック方言では kukure のように表される。

## 地位
マーシャル語はマーシャル諸島の公用語であり、現在も活発に使われている。1979年にはマーシャル諸島で43,900人がマーシャル語を話していた。ナウルやアメリカといった他の国にも話者がおり、マーシャル語を話す人の数は49,550人となっている。ポンペイ語、チューク語と並んで、マーシャル語は数万人の話者を持つミクロネシアの言語の中でも際立って話されている。また、マーシャル語の辞書と少なくとも2つの聖書翻訳が出版されている。

## 発音

### 子音
マーシャル語には多くの子音があり、各子音には何らかの二次調音（硬口蓋化、軟口蓋化、唇音化）がある。硬口蓋化された子音は「軽子音」、軟口蓋化または唇音化された子音は「重子音」とされる。この対比はゲール語の狭子音・広子音、ロシア語の軟音・硬音、また日本語の拗音・平音に類するものである。軽子音はより弛緩した調音であると考えられている。
マーシャル語の子音の音素は次のとおり：
| 主要調音 | 両唇音 | 両唇音 | 歯音   | 歯音   | 歯音     | 硬口蓋音 | 軟口蓋音       | 軟口蓋音 |
| 副次調音 | pal.   | vel.   | pal.   | vel.   | lab.     | 硬口蓋音 | plain          | lab.     |
| -------- | ------ | ------ | ------ | ------ | -------- | -------- | -------------- | -------- |
| 鼻音     | m /mʲ/ | m̧ /mˠ/ | n /n̪ʲ/ | ņ /n̪ˠ/ | ņw /n̪ˠʷ/ |          | n̄ /ŋ/          | n̄w /ŋʷ/  |
| 破裂音   | p /pʲ/ | b /bˠ/ | j /t̪ʲ/ | t /t̪ˠ/ |          |          | k /k/          | kw /kʷ/  |
| R音      |        |        | r /r̪ʲ/ | d /r̪ˠ/ | dw /r̪ˠʷ/ |          |                |          |
| 接近音   |        |        | l /l̪ʲ/ | ļ /l̪ˠ/ | ļw /l̪ˠʷ/ | y /j/    | h または ʔ /ɰ/ | w /w/    |

### 母音
マーシャル語の母音体系は音素が4母音のvertical vowel systemであり、各母音には子音環境に応じた異音がいくつか存在する。
| マーシャル語の母音 | マーシャル語の母音 | マーシャル語の母音 | 発音   | 発音        | 発音 | 正書法   | 正書法   | 正書法   |
| 広さ               | 広さ               | 音素               | 非円唇 | 非円唇      | 円唇 | 非円唇   | 非円唇   | 円唇     |
| 広さ               | 広さ               | 音素               | 前舌   | 後舌        | 後舌 | 前舌     | 後舌     | 後舌     |
| ------------------ | ------------------ | ------------------ | ------ | ----------- | ---- | -------- | -------- | -------- |
| 狭母音             | (close)            | /ɨ/                | [i]    | [ɯ]         | [u]  | i        | u        | u        |
| 広めの狭母音       | (near-close)       | /ɘ/                | [ɪ]    | [ɤ] (long)  | [ʊ]  | i (or ę) | o        | ū (or ü) |
| 半広母音           | (open-mid)         | /ɜ/                | [e]    | [ʌ] (short) | [o]  | e        | o̧ (or o̠) | ō (or ü) |
| 広母音             | (open)             | /ɐ/                | [ɛ]    | [ɑ]         | [ɔ]  | a        | a        | ā (or ä) |

### 音韻の歴史的変化
| オーストロネシア祖語 | *mp  | *mp,ŋp | *p  | *m   | *m,ŋm | *k      | *ŋk | *ŋ      | *y  | *w  | *t   |      | *s,nj | *ns,j | *j  | *nt,nd | *d,R     | *l           | *n           | *ɲ   |
| ミクロネシア祖語     | *p   | *pʷ    | *f  | *m   | *mʷ   | *k      | *x  | *ŋ      | *y  | *w  | *t   | *T   | *s    | *S    | *Z  | *c     | *r       | *l           | *n           | *ɲ   |
| マーシャル語         | /pʲ/ | /pˠ/   | /j/ | /mʲ/ | /mˠ/  | /k, kʷ/ | [∅] | /ŋ, ŋʷ/ | /j/ | /w/ | /tʲ/ | /tʲ/ | /tˠ/  | /tˠ/  | [∅] | /rʲ/   | /rˠ, rʷ/ | /lʲ, lˠ, lʷ/ | /nʲ, nˠ, nʷ/ | /nʲ/ |

マーシャル語の子音は、ミクロネシア祖語の母音環境の影響を受けて分裂してきた。ミクロネシア祖語の*k *ŋ *rは、2音節で他の母音が非円唇となる場合を除いて*oの隣や*uの隣で唇音化する。*lと*nは通常は硬口蓋化される。隣接する音節に狭母音がない場合、*aの前、（時々）*oの前で軟口蓋化または唇音化される。唇音化の仕方は*k *ŋ *rと同様。

## 正書法
マーシャル語はラテン文字で表記され、2種類の正書法が存在する。「古い」正書法は宣教師によって導入されたものである。この表記法はマーシャル語の発音を表記するのには正確性に欠け、実際の発音と表記の不一致が目立つが、現在新聞や看板などにおいて幅広く用いられている。最近までこれに競合する表記法は存在しなかった。
「新しい」正書法は若者や子供の間で特に人気が高まっている。「古い」正書法と比較し、マーシャル語の発音をより正確に表記できる。現在出版されているマーシャル語-英語辞典でも用いられているのがこちらの正書法である。
以下に、現在政府が推奨している（新しい正書法の）24文字のアルファベットを挙げる。
| A | Ā | B | D | E | I | J | K | L | Ļ | M | M̧ | N | Ņ | N̄ | O | O̧ | Ō | P | R | T | U | Ū | W |
| a | ā | b | d | e | i | j | k | l | ļ | m | m̧ | n | ņ | n̄ | o | o̧ | ō | p | r | t | u | ū | w |

|          | 両唇音   | 両唇音   | 舌頂音   | 舌頂音 | 舌頂音    | 舌背音 | 舌背音 | 舌背音 |
| 硬口蓋音 | 軟口蓋音 | 硬口蓋音 | 軟口蓋音 | 円唇音 | （平音）  | 円唇音 |        |        |
| -------- | -------- | -------- | -------- | ------ | --------- | ------ | ------ | ------ |
| 破裂音   | p        | b(w)     | j        | t      |           | k      | k(w)   |        |
| 鼻音     | m        | m̧(w)     | n        | ņ      | ņ(w)      | n̄      | n̄(w)   |        |
| 流音     |          |          | l d      | ļ r    | ļ(w) r(w) |        |        |        |
| わたり音 |          |          | e/i/-    |        |           | -      | w/-    |        |

|      | 非円唇 | 非円唇 | 円唇 |
| 前舌 | 後舌   | 後舌   |      |
| ---- | ------ | ------ | ---- |
| 狭   | i      | ū      | u    |
| 中央 | e      | ō      | o    |
| 広   | ā      | a      | o̧    |

## 文法

### 人称代名詞
| 人称  | 人称      | 主格/強調               | 目的格                  |
| ----- | --------- | ----------------------- | ----------------------- |
| 単 数 | 1人称     | n̄a                      | eō                      |
| 単 数 | 2人称     | kwe                     | eok                     |
| 単 数 | 3人称     | e                       | e                       |
| 複 数 | 1人称抱合 | kōj                     | kōj                     |
| 複 数 | 1人称除外 | kōm                     | kōm                     |
| 複 数 | 2人称     | kom̧ (Ralik)kom̧i (Ratak) | kom̧ (Ralik)kom̧i (Ratak) |
| 複 数 | 3人称     | er                      | er                      |

### 形態論
名詞は数、性、格による変化を起こさない。名詞は動詞化され、動詞は明確な形態学的マーカーなしに名詞化されることもある：
Je-n al al in pālle.
1pl.in.agr-should sing.trans song of be.covered
「私達はアメリカの曲を歌うべきだ。」
マーシャル語には名詞修飾語に従う決定詞と指示詞がある。これらは数を区別し、複数の場合は人間と非人間の区別も表す。

### 統語論
マーシャル語は多くのミクロネシア諸語と同様に動詞述語文と名詞述語文がある。動詞述語文では動詞を伴いSVO型で表される：
E-j kajan̄jan̄ kita.
3rdS-PRES play guitar.
「彼はギターを弾く」 (Willson 2002)
一方、名詞述語文では主部と述部が共に名詞句となる：
Nuknuk eo e-aibujuij.
Dress DET 3rdS-beautiful.
「そのドレスは美しい」 (Willson 2002)

## 関連文献
- Bender, Byron (1968). “Marshallese Phonology”. Oceanic Linguistics 7 (1):  16–35. doi:10.2307/3622845. JSTOR 3622845.
- Bender, Byron (1969). Spoken Marshallese: an intensive language course with grammatical notes and glossary. Honolulu: University of Hawaii Press. ISBN 0-87022-070-5
- Bender, Byron W. (1969). Vowel dissimilation in Marshallese. In Working papers in linguistics (No. 11, pp. 88–96). University of Hawaii.
- Bender, Byron W (1973). “Parallelisms in the morphophonemics of several Micronesian languages”. Oceanic Linguistics 12 (1/2):  455–477. doi:10.2307/3622863. JSTOR 3622863.
- Erdland, August (1906). Wörterbuch und Grammatik der Marschall-Sprache. Archiv für das Studium der deutschen Kolonialsprachen IV. Berlin: Georg Reimer
- Hale, Mark. (2007) Chapter 5 of Historical Linguistics: Theory and Method. Blackwell
- Hale, Mark (2000). “Marshallese phonology, the phonetics-phonology interface and historical linguistics”. The Linguistic Review 17 (2–4):  241–257. doi:10.1515/tlir.2000.17.2-4.241.
- Kroeber, A. L. (1911). “Phonetics of the Micronesian Language of the Marshall Islands”. American Anthropologist. New Series 13 (3):  380–393. JSTOR 659915.
- Pagotto, L. (1987). Verb subcategorization and verb derivation in Marshallese: a lexicase analysis.